# Великий воин Марса
«Великий воин Марса» (на русском языке публиковался также как «Боевой человек Марса») — седьмой роман барсумской серии Эдгара Райса Берроуза. Рукопись была начата в феврале 1929 года. и публиковалась в шести номерах журнала Blue Book Magazine (апрель — сентябрь 1930 года). Первое книжное издание — май 1931 года.

## Сюжет
Сюжетное обрамление связано с Улиссом Пакстоном, который передал радиосообщение в Пеллюсидар (это связывает сюжетные линии двух сериалов Берроуза). Во введении впервые дан краткий очерк цивилизации Барсума, а также его мер и весов, обычаев и этнографии. Повествование ведётся от первого лица — в виде воспоминаний Тан Хадрона.
Главный герой — дворянин Тан Хадрон из Хастора, влюбившийся в холодную и ветреную Санома Тора — дочь первого богатея Гелиума Тор Хатана (его состояние сложилось из распродажи военной добычи, а деньги допустили его во дворец Тардоса Морса). Когда Санома Тора была похищена прямо из её дворца, Тан Хадрон дал клятву отыскать её, и отправляется через все страны Барсума. В результате он попадает в страшную провинцию У-Гор, населённую каннибалами, где правит безумный учёный Фор Так, обосновавшийся в древнем городе Джама. Фор Так служил некогда джеддаку Джахара — Тул Акстару, для которого создал технологию, делающую невидимыми летательные аппараты. Тул Акстар вознамерился создать самые большие на Барсуме армию и флот, однако неумеренное размножение его подданных привело к голоду и каннибализму. Фор Так бежал, и разрабатывает лучи смерти и жаждет отомстить.
Тан Хадрон пробирается во дворец Тул Акстара, где с ужасом обнаруживает, что Санома Тора вполне довольна положением наложницы при дворе великого джеддака. Захватив невидимый флаер, Тан Хадрон спасает рабыню Тавию, которая в конце концов оказывается принцессой Тьяната и становится его женой. Естественно, что Тул Акстар свергнут, Фор Так убит, а Санома Тора унижена за своё пренебрежение героем.